# Sphagnum capillifolium
Sphagnum capillifolium ist ein Torfmoos, das der Sektion Acutifolia der Gattung Sphagnum zugeordnet wird und zu den Laubmoosen gehört. Diese Art wird in deutschsprachigen Regionen Hain-Torfmoos, auch Spitzblättriges Torfmoos oder Haarblättriges Torfmoos genannt.

## Beschreibung

### Merkmale
Die Pflanzen von Sphagnum capillifolium zeigen sich in Größe und Farbe variabel. Sie sind eher klein oder bis zu mäßiger Größe ausgebildet, zeigen einen kompakten bis ziemlich schlanken Aufbau und stehen aufrecht. Diese Torfmoosart bildet lockere bis dichte Rasen mit gescheckter Ausprägung, da die Pflanzen eine Färbung von grünlich in schattigen Lagen über gelblich bis purpur-rötlich in exponierten Lagen aufweisen. Typisch ist das meist etwas rundlich-dickliche Köpfchen der Pflanzen und das Fehlen des metallischen Schimmers in trockenem Zustand.
Die Stämmchen sind grün bis rot gefärbt. Das Abschlussgewebe besteht aus vier Schichten, wobei die hyalinen Zellen dünne Wände und keine Fibrillen und Poren aufweisen. Der Zentralzylinder ist gelblich bis leicht rötlich gefärbt.
Die kleinen, zungenförmig-dreieckig geformten Stammblätter haben Ausmaße von 1,0–1,8 Millimeter Länge und 0,4–0,7 Millimeter Breite und sind in den niederen Bereichen generell größer als in den oberen Bereichen der Pflanze. Sie verlaufen in eine mehr oder weniger eingerollte, fast kappenförmige Spitze. Die Blattränder haben eine Breite von einem Viertel der Spreitenbreite und sind ganzrandig ausgebildet. Die mit wenig Fibrillen verstärkten, rhomboidischen und transparenten Stammblatt-Hyalocyten sind oft in zwei ungleiche Zellen geteilt und tragen an beiden Oberflächen große Poren.
Die Äste von Sphagnum capillifolium stehen in faszikel- oder wirtelähnlichen Büscheln von vier bis fünf Ästen, wovon zwei bis drei aufrecht stehen und zwei Äste am Stamm anliegend hängen.
Die eiförmig-lanzettlichen Astblätter sind 0,9 bis 1,5 Millimeter lang und 0,4 bis 0,5 Millimeter breit, liegen den Ästen in dachziegelartiger oder leicht abstehender Anordnung dicht an und sind an der Blattspitze eingerollt. Die leeren, toten Hyalocyten sind reichlich mit Fibrillen versehen und tragen auf der Blattoberseite große, runde Poren; dagegen zeigen sie auf der Blattunterseite elliptische Formen. Die lebenden Chlorocyten haben im Blattquerschnitt meist einen dreieckförmigen Umriss und werden auf der Blattoberseite von den Hyalocyten teilweise eingeschlossen. Auf der  Blattunterseite sind sie dagegen meist exponiert.

### Geschlechtliche Merkmale
Die Form der Geschlechtsverteilung bei Sphagnum capillifolium ist diözisch oder auch gelegentlich monozösisch.
Die antheridientragenden Äste sind rötlich gefärbt, die perigonialen, blütenhüllenähnlichen Blättchen kurz und breit mit einer sich plötzlich verengenden Spitze und die Gametangienstände umhüllenden Perichaetialblätter haben eine breit-eiförmige Form und rollen sich an der Spitze konkav ein.
Die Sporophyten sind ziemlich normal in Sphagnum capillifolium vertreten. Die Sporen haben Durchmesser von 20 bis 28 Mikrometer, sind bleich-gelblich gefärbt und entweder mit leicht warziger oder glatter Oberfläche versehen. Die Sporenkapseln reifen in der Sommermitte.

## Morphologisch ähnliche Torfmoos-Arten
Sphagnum capillifolium kann von anderen roten Arten der Sektion Acutifolia, mit denen es vorkommt, durch die abweichende Anzahl der bei den meisten anderen Arten der Sektion fünfreihig angelegten Astblätter unterschieden werden. Das gilt auch für das Fünfzeilige Torfmoos (Sphagnum quinquefarium), dessen Faszikel zusätzlich meist drei abstehende Äste aufweisen. Das Rötliche Torfmoos (Sphagnum rubellum) besitzt keine geraden, sondern etwas einseitswendig gebogene Astblätter. Sphagnum subtile ist eine Waldart, bildet keine Bulte und hat deutlich kürzere und zungenförmig-dreieckiger ausgeprägte Stammblätter. Sphagnum tenerum, dessen Vorkommen sich nur geringfügig mit Sphagnum capillifolium geographisch überlappt, hat wesentlich dickere Äste und macht auch allgemein einen festeren Eindruck. Auch das Glanz-Torfmoos (Sphagnum subnitens) erscheint robuster und hat vorgezogene, zusammengerollte Stammblattspitzen. Es besiedelt außerdem Zwischenmoorbereiche in eher lockeren Polstern.

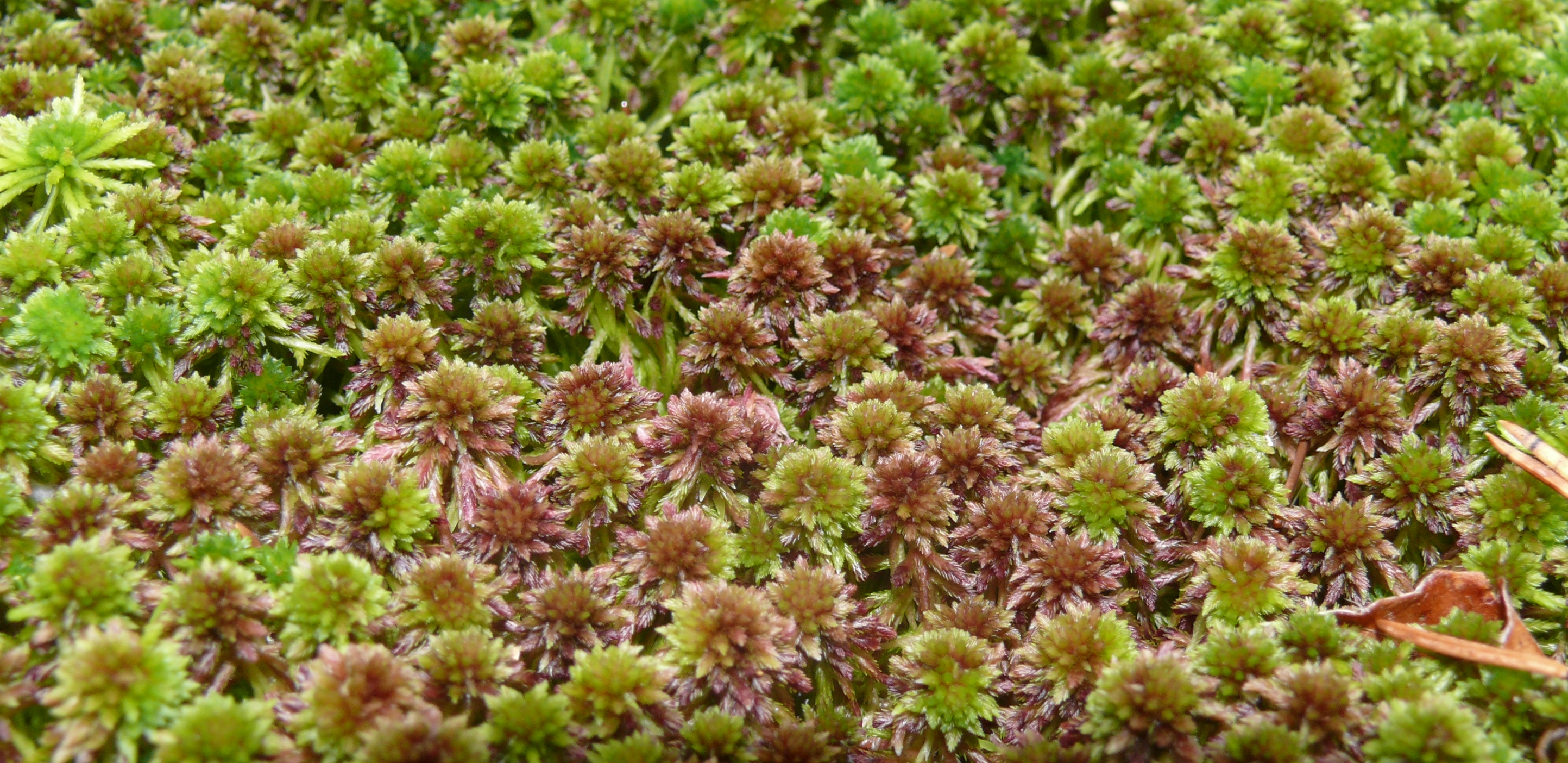
Polster von Hain-Torfmoos Sphagnum capillifolium

## Standort und Verbreitung
Das Hain-Torfmoos Sphagnum capillifolium ist sehr anpassungsfähig und somit in der Standortpräferenz variabel. Es besiedelt Lebensräume von ombotrophen, sich von Nährstoffen des Regenwassers ernährenden Pflanzen mit einem breiten Band an möglichen sauren Milieus in tiefen bis hohen Lagen. Diese Art ist am meisten und üppig in ombotrophen Heidelandschaften verbreitet, bildet aber auch dichte Matten und Teppiche über nassen, sauren Böden, Felsen und Mooren in höheren Lagen. Man findet es auch selten in bewaldeten Sumpfgebieten unter Koniferen und Rhododendren-Büschen. In den Heidevegetationen ist es mit dem Schmalblättrigen Torfmoos Sphagnum angustifolium, dem Trügerischen Torfmoos Sphagnum fallax, dem Braunen Torfmoos Sphagnum fuscum, dem Magellans Torfmoos Sphagnum magellanicum, dem Rötlichen Torfmoos Sphagnum rubellum, dem Goldenen Frauenhaarmoos Polytrichum commune und dem Wacholder-Widertonmoos Polytrichum juniperinum vergesellschaftet. Weiters wächst es auch gemeinsam mit dem Fünfzeiligen Torfmoos Sphagnum quinquefarium.
Das Hain-Torfmoos Sphagnum capillifolium wird weltweit in den gemäßigten und in borealen Zonen angetroffen. Die Verbreitung erstreckt sich auf dem amerikanischen Kontinent von Grönland und Alaska im Norden über ganz Kanada, in einem gebogenen Gürtel über die US-amerikanischen Bundesstaaten Kalifornien, Oregon und Washington im Westen, weiter über die nördlichen Bundesstaaten wie Montana oder Süddakota bis zu den nordöstlich gelegenen Maine, Vermont und in Folge südlich der Großen Seen über die Bundesstaaten Ohio oder Illinois bis zum südlichsten nordamerikanischen Verbreitungsgebiet Tennessee. Weiters werden auch Vorkommen in Südamerika und in Afrika erwähnt.
Sphagnum capillifolium wird ebenfalls in den gemäßigten und in borealen Zonen Eurasiens angetroffen. In Asien werden die pazifischen Regionen Russlands im Fernen Osten, die Volksrepublik China, Japan, Korea und Indien als Verbreitungsgebiete genannt.
Auf europäischer Ebene liegt der Schwerpunkt der Vorkommen von Sphagnum capillifolium im atlantischen und subatlantischen Westen bis zum mediterranen Bereich. So wird die Art u. a. in Norwegen und auch in Mitteleuropa, wie etwa in der Bundesrepublik Deutschland, in Österreich und in der Schweiz angetroffen.

## Systematik
Sphagnum capillifolium wird in der Sektion Acutifolia der Gattung Sphagnum innerhalb der monogenerischen Familie Sphagnaceae geführt. Als Synonymbezeichnungen werden u. a. folgende genannt:
- Sphagnum acutifolium Ehrh. ex Schrad.
- Sphagnum capillaceum (Weiss) Schrank
- Sphagnum capillifolium var. viride Jenn.
- Sphagnum margaritae H.A.Crum
- Sphagnum nemoreum Scop. nom.dub.
- Sphagnum palustre var. und ssp. capillifolium Ehrh.

In verschiedenen Quellen werden einige Varietäten angegeben:
- Sphagnum capillifolium var. capillifolium als Typus-Varietät,
- Sphagnum capillifolium var. schimperi (Röll) Düll (Syn.: Sphagnum acutifolium Ehrh. var. tenerum Aust.),
- Sphagnum capillifolium var. tenerum (Sull.) H.A.Crum – diese Varietät wird mit der deutschen Bezeichnung „Zartes Hain-Torfmoos“ angeführt[8].

Sphagnum capillifolium und Sphagnum quinquefarium können Arthybriden hervorbringen.

## Gefährdungssituation und Schutzmaßnahmen
Das Hain-Torfmoos (Sphagnum capillifolium) wird in verschiedenen nationalen Roten Listen gefährdeter Arten europäischer Staaten geführt und damit dessen Bestandssituation, die meist durch die Reduzierung der besiedelten Nassbereiche gekennzeichnet ist, Rechnung getragen. Die Typusart Sphagnum capillifolium var. capillifolium scheint in der Roten Liste Deutschlands als noch ungefährdet, aber auf der Vorwarnliste stehend (Kategorie „V“) auf. Die Varietät Zartes Hain-Torfmoos (Sphagnum capillifolium var. tenerum) wird sowohl in der Roten Liste Deutschlands als auch in der Roten Liste des Landes Rheinland-Pfalz geführt (Kategorie „D“- die vorliegenden Daten sind mangelhaft).
Das Land Saarland sieht Sphagnum capillifolium var. capillifolium als stark gefährdet an (Kategorie 2). Sphagnum capillifolium wird auch in der „Roten Liste der gefährdeten Arten der Schweiz: Moose“ als nahe an der Gefährdung stehende oder potentiell gefährdete Art (Kategorie „NT“) beurteilt.
Mit den Schutzmaßnahmen für alle Torfmoose ist auch Sphagnum capillifolium von der Fauna-Flora-Habitat-Richtlinie Nr. 92/43/EWG in der aktualisierten Fassung vom 1. Januar 2007 betroffen. Durch die Listung in Anhang V können Entnahme- und Nutzungseinschränkungen eingeführt werden. Der Lebensraum der „Sauren Moore mit Sphagnum“ wird in Anhang I unter Schutz gestellt, womit die Verpflichtung zur Ausweisung besonderer Schutzgebiete geschaffen wird.
Die Bundesrepublik Deutschland schützt auf der Grundlage des Bundesnaturschutzgesetzes (BNatSchG) ebenfalls alle Torfmoosarten über die Anlage 1 der Bundesartenschutzverordnung (BArtSchV) und bezeichnet sie als besonders geschützte Arten. In der Schweiz werden die Moore als Lebensräume der Torfmoose im Bundesgesetz über den Natur- und Heimatschutz geschützt.